# 喻宝才
喻宝才（1965年1月15日—），湖南宁乡人，汉族，中华人民共和国政治人物、第十一届全国人民代表大会甘肃地区代表。
毕业于哈尔滨工业大学政治经济学专业，是中共党员。担任中国石油天然气集团公司副总经理。2008年起担任全国人大代表。